# BFM TV
BFM TV er en fransk tv-kanal grundlagt 28. november 2005. Det er en nyhedskanal.

## Eksterne henisniniger
- www.bfmtv.com

| Fjernsyn | Spire Denne artikel om en tv-kanal er en spire som bør udbygges. Du er velkommen til at hjælpe Wikipedia ved at udvide den. |